# Histoires enchantées
Pour les articles homonymes, voir Bedtime Stories.
Pour plus de détails, voir Fiche technique et Distribution.
Histoires enchantées (Bedtime Stories) est un film américain réalisé par Adam Shankman pour Walt Disney Pictures, sorti en 2008.
Le film suit Skeeter Bronson qui est l'homme à tout faire d'un grand hôtel, et garde toujours espoir d'être nommé à la présidence de celui-ci, en vertu d'une promesse faite des années auparavant par le créateur de l'hôtel à son père, fondateur de celui-ci. Le jour arrive où sa sœur, Wendy, lui demande de garder ses enfants pour une semaine. À contrecœur, il accepte et chaque soir raconte aux enfants des contes qu'il improvise avec l'aide et l'imagination de ses auditeurs. Le lendemain, il se rend compte que l'histoire se réalise réellement pour lui. De là naît l'idée que les histoires qu'il raconte aux enfants pourraient l'aider à atteindre son but et décrocher l'emploi tant convoité.

## Synopsis
En 1974, Skeeter et Wendy Bronson sont élevés par leur père Marty dans l'entreprise familiale : le Sunny Vista Motel. Cependant, bien qu'il soit un bon hôtelier et hôte, Marty fait face à de sérieux problèmes financiers avec l'entreprise et fait presque faillite. Le motel est vendu en liquidation forcée à Barry Nottingham, le PDG de la chaîne hôtelière Nottingham Hotels et qui craint les germes, il promet à Marty que son fils Skeeter deviendra le directeur de l'hôtel s'il travaille dur, puis il a construit un nouvel hôtel de luxe appelé Sunny Vista Nottingham. Des années plus tard, un Skeeter adulte est l'homme à tout faire du nouvel hôtel tandis que la direction est dirigée par Kendall Duncan parce qu'il sort avec sa fille Violet. Le nouvel hôtel de Barry, est un succès, mais il a l'intention de construire un hôtel encore plus élaboré, conçu autour d'un thème qu'il garde secret.
Skeeter va à une fête de sa grande sœur et directrice de l'école primaire Webster, la fille de Wendy Bobbi pour son anniversaire qu'il n'a pas vue depuis quatre ans à cause d’un dispute avec l'ex-mari de Wendy. Comme les enfants sont toujours contrariés par le divorce, ils n'ont pas été enthousiastes à la fête et ont été assis dans un endroit calme. Tout en parlant à l'extérieur, Wendy demande à Skeeter de garder Bobbi et Patrick, pendant son absence car elle passe des entretien d'embauche puisque son école doit être démolie. Skeeter ne connaît pas très bien sa nièce et son neveu, mais accepte de les regarder. L'amie de Wendy, Jill Hastings, une enseignante du primaire qui travaille dans la même école qu'elle, Jill surveillait les enfants pendant la journée tandis que Skeeter s'occuperait d’eux la nuit puisque Jill a des cours de nuit. Alors que Skeeter part, il rencontre Jill et les deux commencent à avoir des tensions contre l’autre. Cette nuit-là, il met Bobbi et Patrick au lit, Skeeter leur raconte une histoire, évidemment inspirée par sa propre vie où il incarne un paysan sous-estimé appelé le Sir Bricolage dans un monde fantastique médiéval qui est injustement ignoré pour être promu. Les enfants ajoutent leurs propres détails tels que le roi donnant à Sir Bricolage une chance de faire ses preuves contre "Sir Léchebotte" (Kendall), et qu'il commence à pleuvoir des boules de gomme.
Le lendemain, tout en réparant la télévision de Barry, Skeeter apprend que le thème surprise du nouvel hôtel sera le rock and roll. Barry est choqué d'apprendre de Skeeter que l'idée était déjà utilisée pour le Hard Rock Hotel. Barry est déçu que Kendall utilise ce qui est déjà utilisé. Impressionné par la connaissance de Skeeter sur le thème et se souvenant de sa promesse, Nottingham offre à Skeeter une chance de rivaliser avec Kendall pour un meilleur thème. Si Skeeter gagne, il dirigera le nouvel hôtel, Kendal remet en question cette idée, mais Nottingham souligne que Skeeter travaille à l'hôtel depuis des années et mérite une chance. En conduisant, Skeeter reçu une averse de boules de gomme qu'il ne voit pas être causée par un camion de livraison de bonbons écrasé. Il conclut que l'histoire est devienue réalité et élabore rapidement un plan.
Pour l'histoire suivante à l'hôtel, il choisit un western dans lequel il reçoit gratuitement un cheval nommé "Ferrari" d'un marchand de chevaux indien. Les enfants changent l'histoire pour qu'il sauve une demoiselle en détresse (Violet). Ils affirment qu'il devrait être récompensé par un baiser, seulement pour qu'un nain lui donne un coup de pied à la place. Ce soir-là, Skeeter part à la recherche de sa Ferrari et rencontre un homme (l’indien de son histoire), qui vole son portefeuille. Pendant ce temps, Violet Nottingham se fait harceler par des paparazzi, est secourue par Skeeter qui passe. Juste au point de l'embrasser, il se fait taper par un nain. À partir de ce point, il détermine que seuls les changements apportés par les enfants affectent sa réalité.
La nuit suivante, Skeeter essaie de convaincre aux enfants des idées à thème pour le nouvel hôtel, mais ils sont plus intéressés par la romance et l'action dans leurs histoires. L'histoire suivante est centrée sur un gladiateur grec, Skeetacus, qui, après avoir impressionné l'empereur et un stade de spectateurs, attire l'attention de la plus belle jeune fille du pays. Après un repas au cours duquel toutes les filles qui avaient l'habitude de se moquer de Skeetacus au lycée ont été impressionnées par la belle jeune fille avec laquelle il est, elles ont commencé à chanter comme des idiotes. Après que Skeeticus ait sauvé la vie d'un homme, une tempête de pluie l'envoie, lui et la jeune fille, sous un pont où il rencontre Abraham Lincoln. Skeeter perd patience avec l'histoire et bouleverse les enfants, en leur disant que leurs histoires n'ont rien à voir avec la vie réelle. Incapable de les faire continuer, l'histoire se termine.
Le lendemain, Skeeter apprend que Violet ne le rencontrera pas à la plage selon la conception de l'histoire, car elle va à Las Vegas pour la journée. Skeeter rencontre de manière inattendue Jill qui avait envie de venir à la plage au lieu de chercher du travail, elle l'invite ensuite à déjeuner. Reconnaissant les filles de son lycée, Skeeter demande à Jill de faire semblant d'être sa petite amie. Les filles sont clairement impressionnées, puis chante inexplicablement au restaurant. En marchant sur la plage avec elle, il sauve avec désinvolture la vie d'un homme avant qu'une tempête de pluie soudaine ne les envoie sous le quai. Il se rend compte que la fille dans les histoires c’est Jill et non Violet, et qu'il tombe amoureux d'elle. Alors qu'ils sont sur le point de s'embrasser, il se souvient qu'Abraham Lincoln est censé apparaître et s'éloigne. Au lieu de cela, il s’agissait d’une pièce avec le visage de Lincoln dessus tombe à travers les fissures du quai.
Pour Skeeter, c’était sa dernière nuit avec enfants, une histoire sur le thème de l'espace commence avec le personnage de Skeeter qui combat le personnage de Kendall en anti-gravité. Le personnage de Skeeter, qui parle dans un charabia extraterrestre, gagne et Skeeter met rapidement fin à l'histoire mais Patrick affirme que l'histoire est trop prévisible et - en se souvenant de l'argument de Skeeter qu'il n'y avait pas de fin heureuse. Au lieu de cela, le personnage de Skeeter est incinéré par une boule de feu et c'est là que se termine l'histoire.
Paniqué, Skeeter voit et entend des signes de feu partout. Lors de la fête d'anniversaire sur le thème du luau de Barry, tout en esquivant de nombreux dangers de feu, la langue de Skeeter est piquée par une abeille, ce qui le rend aussi difficile à comprendre que son personnage l'était dans la dernière des histoires. Heureusement, le meilleur ami de Skeeter, Mickey, peut encore le comprendre et lui propose de traduire pour lui. L'idée de Kendall est pour un hôtel avec un thème célébrant les comédies musicales de Broadway - une idée qui n'impressionne personne. Barry préfère de loin l'approche de Skeeter - en leur rappelant simplement à quel point les enfants s'amusent lorsqu'ils séjournent dans un hôtel chic. Après avoir remporté la compétition, Skeeter pense avoir trouvé sa fin heureuse. Au lieu de cela, Kendall révèle à Skeeter que le nouvel hôtel va être installé à la place de l’école primaire de Patrick et Bobbi qui va être démoli. Skeeter est choqué par cet révélation mais il n’a pas une le temps de s’inquiéter car il panique en voyant le gâteau d'anniversaire surdimensionné de Barry. Skeeter utilise un extincteur pour éteindre les bougie mais il recouvre Barry au passage. Enragé par ce qui vient de se passer, Barry dit à Skeeter qu'il est grillé, ce dernier comprend le sensé de l’histoire.
Par la suite, Jill, Patrick et Bobbi apprennent que leurs école va être démoli pour faire place au nouvel hôtel, et ils sont tous en colère et déçu contre Skeeter, refusant de croire qu'il ne savait pas. Wendy le croit, mais est contrariée parce qu'il a dit aux enfants qu’ils ne fallait pas croire aux fins heureuses ; elle avoue qu'elle avait toujours été jalouse de sa capacité et de celle de Marty à croire aux histoires inventées et à s'amuser comme elle ne l'a jamais fait, et avait secrètement espéré qu'en laissant ses enfants avec lui, sa nature amoureuse amusante déteigne sur eux. Elle invite Skeeter à venir leur rendre visite en Arizona une fois qu'ils se sont installés et que les enfants se sont calmés. 
Lorsqu'ils assistent à la démolition pour protester, Skeeter est inspiré pour empêcher la démolition de l'école, décide d’aller voir Donna Hynde, une des filles de son de lycée, est la maire de la ville et annonce que l’autorisation pour construire le nouvel hôtel n’a pas été accordée et Skeeter propose à  Barry Nottingham à trouver un endroit alternatif sur la plage de Santa Monica. Skeeter et Barry s'embrassent, le surmontant de sa peur des germes et Skeeter et Jill se réconcilient. Cependant, avant qu'ils ne s'embrassent, Nottingham révèle que Kendall ne répond pas à son téléphone portable, ce qui signifie qu'il assiste néanmoins à la démolition de toute l'école primaire et que les deux se dépêchent d'arrêter la démolition. Skeeter emmène Jill dans une balade à moto sauvage au cours de laquelle Skeeter récupère son portefeuille au voleur qui se termine à l'école et parvient à arrêter le compte à rebours de la démolition. En récompense, Skeeter demande un baiser à Jill et elle se conforme volontiers.
Quelque temps plus tard, Skeeter fonde Marty's Motel (du nom de son défunt père), tandis que Kendall et son partenaire intrigant, Aspen, sont rétrogradés au personnel d'attente du motel de Skeeter. Barry Nottingham a surmonté sa peur des germes et a quitté l'hôtellerie pour devenir infirmière scolaire à l'école primaire Webster. Violet est devenue la nouvelle propriétaire de l'entreprise hôtelière de son père et a épousé Mickey alors que Skeeter et Jill se sont également mariées et ont même un enfant tout en racontant des histoires à Bobbi et Patrick même si certains déplaise à Skeeter.

## Fiche technique
- Titre original : Bedtime Stories
- Titre français : Histoires enchantées
- Réalisation : Adam Shankman
- Scénario : Tim Herlihy (en), Matt Lopez
- Montage : Michael Tronick
- Musique : Rupert Gregson-Williams
- Production : Adam Sandler, Jack Giarraputo, Andrew Gunn
- Société de production : Walt Disney Pictures
- Pays d'origine :  États-Unis
- Genre : comédie, fantasy
- Durée : 99 minutes
- Dates de sortie cinéma[1] : 
  -  États-Unis : 25 décembre 2008
  -  France : 24 décembre 2008

## Distribution
Source VF : Voxofilm
Légende : VF = Version Française et VQ = Version Québécoise
- Adam Sandler (VF : Serge Faliu ; VQ : Alain Zouvi) : Skeeter Bronson
- Keri Russell (VF : Agnès Manoury ; VQ : Mélanie Laberge) : Jill
- Guy Pearce (VF : David Kruger ; VQ : Frédéric Paquet) : Kendall
- Russell Brand (VF : Thierry Ragueneau ; VQ : Nicolas Charbonneaux-Collombet) : Mickey
- Richard Griffiths (VF : Jean-Claude Sachot ; VQ : Denis Mercier) : Barry Nottingham
- Teresa Palmer (VF : Anouck Hautbois ; VQ : Julie Beauchemin) : Violet Nottingham
- Courteney Cox (VF : Maïk Darah ; VQ : Anne Bédard) : Wendy
- Jonathan Morgan Heit (VF : Raphaël Morançais ; VQ : Léa Roy) : Patrick
- Lucy Lawless (VF : Dominique Vallée ; VQ : Michèle Lituac) : Aspen
- Laura Ann Kesling (VF : Clara Quilichini ; VQ : Ludivine Reding) : Bobbi
- Jonathan Pryce (VF : Michel Derville ; VQ : Jean-Marie Moncelet) : Marty Bronson
- Kathryn Joosten (VF : Maria Tamar ; VQ : Johanne Garneau) : Mme Alexandra Dixon
- Rob Schneider (VF : Lionel Tua) : Le chef indien / Le voleur
- Julia Lea Wolov : Julia
- Jasmine Dustin : Charity
- Debbie Lee Carrington : Le leprechaun dansant / le Troll
- Brian Peck : Bugzoid
- Mikey Post : Jimmy
- Matt Jordon : Eni-Mine
- Lulu : Lulu
- Nicole Sciacca : La fille vulgaire des Yankee
- Bob Ross : Roman / le vieux fossoyeur de l'Ouest
- Annalise Basso : Tricia
- Jayme Lynn Evans : La déesse grecque
- Catherine Kwong : Ashley
- Abigail Droeger : Wendy jeune
- Nick Swardson : L'ingénieur
- Carmen Electra : La jolie fille